# ایلاء
ایلاء اصطلاحی در فقه اسلامی به معنای سوگند شوهر بر خودداری از همخوابگی با همسرش به منظور تنبیه اوست. ایلاء را حداکثر تا ۴ ماه می‌توان ادامه داد. پس از گذشت این مدت شوهر یا باید با همسرش بیامیزد یا او را طلاق دهد. در صورتی که مرد قبل از فرارسیدن چهار ماه سوگند خود را بشکند، باید کفارهٔ قسم شکستن را ادا کند. 
ایلاء از روش‌های عربان دوران جاهلیت برای در تنگنا گذاشتن همسرانشان بود. اینگونه که از سویی همسرشان را از لذت جنسی محروم و از سوی دیگر با طلاق ندادنش امکان ازدواج با دیگری را از او سلب می‌کردند. 
عامهٔ فقها معتقدند زنی که پس از ایلاء از همسرش جدا می‌شود باید مانند دیگر زنان مطلقه عده بگیرد. اما جابر بن زید گفته‌است‌: «اگر اینگونه زنان در مدت چهار ماهی که شوهرشان با آنان نزدیکی نکرده‌است سه بار قاعده شده و سه حیض دیده باشند عده بر ایشان لازم نیست‌.» ابن رشد از این نظر دفاع کرده و استدلال کرده که فلسفه وجودی عده باردار نبودن زن مطلقه است.
حنفیان معتقدند پس از گذشت چهار ماه از ایلاء و خودداری شوهر از رابطه جنسی با زن، وی خودبه‌خود مطلقه می‌شود، ولی سایر مسلمانان معتقدند شوهر باید خود همسرش را طلاق دهد و اگر از این کار خودداری کرد حاکم باید با زندان و عذاب مرد را به یکی از دو کار مجبور کند و نهایتاً خود حاکم می‌تواند زن را طلاق دهد.
قرآن در آیات ۲۲۶-۲۲۷ سوره بقره به ایلاء اشاره کرده‌است: 
برای کسانی که سوگند می خورند که با زنان خویش نیامیزند چهار ماه مهلت است پس اگر باز آیند، خدا آمرزنده و مهربان است. و اگر عزم طلاق کردند، خداوند شنوا و داناست.